# Danger Street

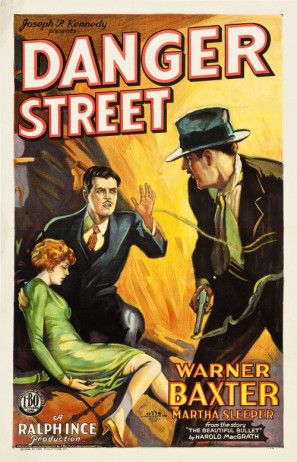
Affiche du film.

Danger Street est un film américain réalisé par Ralph Ince et sorti en 1928.

## Fiche technique
- Réalisation : Ralph Ince
- Scénario : Enid Hibbard, d'après une histoire de Harold McGrath[1]
- Photographie : Robert Martin
- Production : FBO
- Durée : 60 minutes
- Date de sortie : 26 août 1928

## Distribution
- Warner Baxter : Rolly Sigsby
- Martha Sleeper : Kitty
- Duke Martin : Dorgan
- Frank Mills : Bull
- Harry Tenbrook : Borg
- Harry Allen Grant : Bauer
- Ole M. Ness : Cloom
- Spec O'Donnell : Sammy